# Boissière
Boissière è una stazione della metropolitana di Parigi sulla linea 6, sita nel XVI arrondissement.

## La stazione
La stazione è stata aperta nel 1900.
Il nome della stazione deriva dalla rue Boissière che nel 1730 era una strada al di fuori della città ed il prolungamento della rue de la Croix-Boissière situata all'interno di Parigi. Il nome è a ricordo della croce alla quale si usava appendere dei ramoscelli di bosso la Domenica delle Palme.

## Interconnessioni
- Bus RATP - 22, 30, 82
- Noctilien - N53